# Устюгова, Елена Николаевна
 Еле́на Никола́евна Устю́гова (род. 9 февраля 1948, Ленинград) — российский философ, специалист в области эстетики и философии культуры, доктор философских наук, профессор СПбГУ.

## Биография
Окончила в 1971 году философский факультет ЛГУ и в 1978 году — аспирантуру там же по кафедре этики и эстетики. Кандидатская диссертация (1979): «Стиль как эстетический феномен» (09.00.04 — эстетика).
С 1978 по 1986 год — ассистент философского факультета ЛГУ, с 1986 года — доцент, а с 2000 года по настоящее время профессор кафедры эстетики и философии культуры, ныне кафедры культурологии, философии культуры и эстетики Института философии СПбГУ. Руководитель научно-практического семинара «Актуальная эстетика».
Докторская диссертация (1997): «Стиль как историко-культурная проблема» (09.00.04 — эстетика; 09.00.13 — философская антропология. философия культуры).
Проходила стажировки в Карл-Маркс-университете г. Лейпцига (ГДР) (1981-82 г.) и Загребском университете (Хорватия) (1988). С 2014 года — руководитель научно-практического семинара «Актуальная эстетика»; ведёт открытые научные семинары по философии кино «Смотреть Делеза»
В последние годы читает курсы «Эстетика», «История эстетических идей и история художественных образов», «Теория и история эстетики», спецкурсы «Стиль и стилизация в истории культуры», «Стиль как явление культуры», «Искусство в немецкой философской традиции», «Искусство Германии и Австрии», «Европейский авангард и итальянский футуризм», «Философская аналитика городского пространства».
Научный руководитель 4 кандидатских диссертаций.

## Научная деятельность
Области научных интересов
- эстетика и философия культуры
- проблемы философии истории культуры и искусства
- история эстетики
- теория и методология исследования проблемы стиля в культуре и искусстве.
- эстетика города

Участвовала в научных проектах
- с 2002 по 2004: НИР «Город как социокультурный феномен» (РГНФ № 02-03-18256а) (исполнитель);
- с 2003 по 2005: НИР «Петербург как модель решения глобальных проблем» (РФФИ № 03-06-80369) (исполнитель);
- в 2004: НИР «Петербург как социокультурная целостность» (грант администрации Санкт-Петербурга, 2004 г.) (исполнитель);
- в 2009: НИР «Философско-эстетический анализ феномена Санкт-Петербурга» (РГНФ № 08-03-95403 а/п) (руководитель)
- в 2011 году: НИР «Статус чувственности в современной эстетической теории» в рамках Мероприятия 7 Конкурса СПбГУ за 2011 год (руководитель).
- в 2012—2014 году: НИР «Роль экологической эстетики в сохранении ценностей культуры» (РГНФ № 12-03-00533) -(исполнитель)
- 2017 г.: НИР «Современный город: эстетические и антропологические проблемы культурной экологии» в рамках направления научных исследований Гуманитарного университета(Екатеринбург) «Мир культуры: субъекты, институты, практики».
- в 2018 г. НИР "Проект организации Первого Российского Эстетического Конгресса (Санкт-Петербург, 17-19.10.2018). РФФИ 18-011-20086/18 (исполнитель)

## Основные работы
Автор около 150 научных публикаций. Среди них:
Монография
- Стиль и культура. Опыт построения общей теории стиля. Изд. СПбГУ, СПб., 2003, 2006. — 260 с.

Учебные пособия
- История эстетики / Отв.ред. В. В. Прозерский и Н. В. Голик. СПб, 2011 (соавтор);
- Эстетика: учебник для бакалавриата и магистратуры / под ред. В. В. Прозерского (Раздел 5: гл. 18, 19, 20). — М.: Изд-во Юрайт, 2017;
- Эстетика. История учений. В 2ч. Часть 1: учебник для бакалавриата и магистратуры/ под общ. ред. С. Б. Никоновой, А. Е. Радеева. Изд. перераб. и доп. М., Изд-во Юрайт, 2018, (Главы 5, 9, 27, Заключение)

Статьи
- Экология культуры: грани проблемы. // Экологическая эстетика: проблемы и границы / под .ред. В. В. Прозерского, СПб.: 2014, − 257 с.;
- Город как единство экологии природы и экологии культуры. // Экологическая эстетика: проблемы и границы / под ред. В. В. Прозерского, СПб., 2014: − 257 с.;
- Style as an Aesthetic Image of Ego in Post-Modernist // Culure Aesthesis I Ratio. Czlowiek w przestrzeni kultury i estettyki, Wroclaw, 2014;
- Этические и эстетические проблемы современной урбанистики. // Studia culurae № 22, СПб., 2014;
- Об историческом и онтологическом смыслах соотношения подлинности и имитации// Studia culurae, СПб., 2015, № 26;
- Историческое самосознание как ценность диалектики стабильности и динамизма общества Устойчивое развитие России: вызовы, риски, стратегии . Материалы XIX Международной научно-практической конференции Гуманитарного университета, 12-13 апреля 2016 года: доклады / редкол. : Л. А. Закс и др.: в 2 т. — Т. 1. — Екатеринбург, 2016;
- Бидермайер как культурно-стилевой феномен // Известия Уральского федерального университета. Сер. 3 Общественные науки.2016 № 2 (152);
- Dialog w kontekscie baroku: Sankt-Petersburg-Polska // Mysl polska w obszarze rosyskojeznym. Publkacja nr 8 Zaklade Filzofii Polskiej, Krakow, 2016;
- «Schopferische Entwicklund von M.S.Kagan im Zusammenhand mit sowjetischer Philosophie und Aestetik.»// "Moisei Kagans Aesthetics and the Late/Post-Soviet Culture Finnish-Russian Congress on Problems of Contemporary Aesthetics,Culture and Art, Mai 18-19 2015, . Helsinki, Finland;
- Экология человека в городском пространстве // V Овсянниковская международная эстетическая конференция. Сборник научных докладов Москва, МГУ, 2017;
- Русский авангард 1920-х годов: Два пути схождения жизни и искусства // Известия УРФУ. Сер.3 Общественные науки, Т. 14, № 2/188 (2019), с. 177—185;
- Avant-garde in the Process of Transforming Anthropological and Ontological Artistic Myth-making of Modernity (19-20 centuries).// Convention 2017 «Modernization and Multiple Modernities» (ISPS Convention 2017), 2018, p. 87-99;
- Антропологический поворот в современной урбанистике // Terra Aesteticae. Теоретический журнал Российского эстетического общества. № 1 (1) 2018. с. 199—215;
- Тенденции, достижения и противоречия авангардного движения в истории искусства // Первый Российский эстетический конгресс. 17-19 октября 2018, Санкт-Петербург. Доклады и выступления. СПб., Российское эстетическое общество, 2018. — 494 стр., с. 415—425.